# Potenza Sport Club 1962-1963
Questa voce raccoglie le informazioni riguardanti il Potenza Sport Club nelle competizioni ufficiali della stagione 1962-1963.

## Stagione
In questa stagione il Potenza centra la sua prima storica promozione in Serie B. La squadra lucana vinse il girone C della Serie C con 47 punti in classifica, sei punti in più del Trapani arrivato secondo.

## Rosa
| N. |                   | Ruolo | Calciatore         |
| -- | ----------------- | ----- | ------------------ |
|    | Italia (bandiera) | A     | Franco Alessi      |
|    | Italia (bandiera) | D     | Umberto Bizai      |
|    | Italia (bandiera) | P     | Paolo Cioni        |
|    | Italia (bandiera) | C     | Mario De Grassi    |
|    | Italia (bandiera) | A     | Giuseppe Gareffa   |
|    | Italia (bandiera) | C     | Fabrizio Gualtieri |
|    | Italia (bandiera) | C     | Giusto Lodi        |
|    | Italia (bandiera) | C     | Felice Marano      |
|    | Italia (bandiera) | D     | Giuseppe Mascia    |

| N. |                   | Ruolo | Calciatore           |
| -- | ----------------- | ----- | -------------------- |
|    | Italia (bandiera) | P     | Luciano Masiero      |
|    | Italia (bandiera) | A     | Sergio Quaiattini    |
|    | Italia (bandiera) | C     | Rino Rigosi          |
|    | Italia (bandiera) | A     | Vincenzo Rosito      |
|    | Italia (bandiera) | D     | Massimiliano Santoni |
|    | Italia (bandiera) | D     | Rosario Spanò        |
|    | Italia (bandiera) | D     | Bruno Taverna        |
|    | Italia (bandiera) | D     | Paolo Vaini          |
|    | Italia (bandiera) | A     | Leardo Viacava       |